# Vorstengraf (Schwarzenbach)
Het Vorstengraf Schwarzenbach is een Keltische grafheuvel in Saarland, Duitsland.
De ontdekking van twee Keltische grafheuvels was de reden van de Schwarzenbacher goudkoorts van 1849. Er zijn honderden Keltische grafheuvels en grafvelden in de omgeving aanwezig.
Er zijn in het vorstengraf enkele grafgiften gevonden die geïmporteerd zijn uit het Middellandse Zeegebied (Etrusken). Ook waren er Keltische gouden voorwerpen aanwezig. 
Tegenwoordig is op deze plek een informatiepunt aanwezig met informatie over het oppidum (walburcht) van Otzenhausen.